# Carrière de Boulbon
La Carrière de Boulbon est un lieu du festival d'Avignon situé hors les murs à 15km d'Avignon, sur la commune du village de Boulbon (Bouches-du-Rhône). C'est une ancienne carrière minérale des Etablissements Jacques Callet, au cœur de la Montagnette. 

## Lieu de spectacle du Festival d'Avignon
Peter Brook recherchait « un lieu vierge de tout passé culturel et artistique ». Avec Alain Crombecque, après moult recherches, il porta son dévolu sur cette carrière désaffectée. Ce lieu a été utilisé la première fois en 1985 sous la 1re année de la direction d'Alain Crombecque pour la représentation du Mahâbhârata mis en scène par Peter Brook. Ce spectacle de 9 heures, joué en 3 fois ou la nuit complète, a connu un très grand succès et est devenu emblématique du lieu et comme une référence mythique du festival d'Avignon. Il est, en outre, le 1er plus long spectacle du festival et non le dernier.
On peut s'y rendre en voiture, mais aussi parfois par bateau sur le Rhône. Sur le lieu même est aménagé un parking et l'on accède au lieu à pied par un chemin traversant la pinède, comme une respiration avant la représentation. Un gradin pouvant contenir un millier de personnes fait face à la falaise des anciennes carrières. 
Par la suite, Bartabas, Philippe Caubère, Jérôme Savary, Pipo Delbono et Israël Galvan, notamment, marquent également le lieu.
Après 7 ans de non exploitation des lieux, pour des raisons principalement financières, le nouveau directeur Tiago Rodrigues réinvestit les lieux pour onze représentations du Jardin des délices inspiré du tableau de Jérôme Bosch mis en scène par Philippe Quesne.

### Liste des spectacles représentés à la carrière de Boulbon
| Année | Spectacle                            | Metteur en scène                           |
| 1985  | Mahâbhârata                          | Peter Brook                                |
| 1988  | Respons & Dialogue de l'ombre double | Pierre Boulez                              |
| 1989  | Zingaro : Théâtre Equestre           | Bartabas                                   |
| 1990  | Le Songe d'une nuit d'été            | Jérôme Savary                              |
| 1991  | Opéra équestre                       | Bartabas                                   |
| 1994  | Susanô & La Lande                    | Hiroshi Teshigahara                        |
| 1996  | Les Danaïdes                         | Silviu Purcarete                           |
| 1998  | Les Coréennes                        | Chants et musique de Corée                 |
| 1998  | Les voix de l'Océan                  | U-Théâtre de Taïwan                        |
| 1999  | Pernambouc                           | Antonio Nobrega                            |
| 2000  | Claudine et le Théâtre               | Philippe Caubère                           |
| 2002  | le Quatuor d'Alexandrie              | Stuart Seide                               |
| 2004  | Urlo                                 | Pippo Delbono                              |
| 2005  | Puur                                 | Wim Vandekeybus                            |
| 2006  | Mozart et Salieri                    | Anatoli Vassiliev                          |
| 2006  | Lever de soleil                      | Bartabas                                   |
| 2008  | Partage de midi                      | Michel Viotte (+ mise en scène collective) |
| 2009  | La Guerre des fils                   | Amos Gitaï                                 |
| 2009  | El final de este estado de cosas     | Israël Galvan                              |
| 2011  | Le Suicidé                           | Patrick Pineau                             |
| 2011  | Des Femmes                           | Wajdi Mouawad                              |
| 2012  | Puzzle                               | Sidi Larbi Cherkaoui                       |
| 2013  | Shéda                                | Dieudonné Niangouna                        |
| 2013  | Lear is in Town                      | Ludovic Lagarde                            |
| 2014  | Mahabhârata-Nalacharitam             | Satoshi Miyagi                             |
| 2016  | Karamazov                            | Jean Bellorini                             |
| 2023  | Le Jardin des Délices                | Philippe Quesne                            |
| 2024  | Hécube, pas Hécube                   | Tiago Rodrigues                            |